# Хајнсен
Хајнсен (њем. Heinsen) општина је у њемачкој савезној држави Доња Саксонија. Једно је од 32 општинска средишта округа Холцминден. Према процјени из 2010. у општини је живјело 911 становника. Посједује регионалну шифру (AGS) 3255019.

## Географски и демографски подаци
Хајнсен се налази у савезној држави Доња Саксонија у округу Холцминден. Општина се налази на надморској висини од 90 метара. Површина општине износи 18,6 km². У самом мјесту је, према процјени из 2010. године, живјело 911 становника. Просјечна густина становништва износи 49 становника/km².